# КК Сибију
КК Сибију (рум. CSU Sibiu) је румунски кошаркашки клуб из Сибијуа. У сезони 2016/17. такмичи се у Првој лиги Румуније.

## Историја
Клуб је основан 1971. године. Своје највеће успехе је бележио 90-их година прошлог века када су освојене и две титуле првака Румуније. То је било у сезонама 1994/95. и 1998/99. У том периоду су такође забележили неколико наступа у међународном Купу Кораћа али без запаженијих резултата.

## Успеси

### Национални
- Првенство Румуније:
  - Првак (2): 1995, 1999.
  - Вицепрвак (1): 2019.

- Куп Румуније:
  - Победник (1): 2019.

## Познатији играчи
- Вил Хачер